# KM Blues
KM Blues é um romance gráfico lançado de forma independente (através de financiamento pelo ProAc) em 2012 por Daniel Esteves (roteiro), Wanderson de Souza (arte) e Wagner de Souza (cores), além de prefácio do quadrinista Laudo Ferreira. O livro conta a história de Flávio, um homem recém-divorciado que viaja por diversos lugares que fizeram parte da vida dele em companhia do músico Cartola. KM Blues ganhou o 25º Troféu HQ Mix na categoria "melhor publicação independente edição única".